# Connerré
Connerré és un municipi francès situat al departament del Sarthe i a la regió de País del Loira. L'any 2007 tenia 2.872 habitants.

## Demografia

### Població
El 2007 la població de fet de Connerré era de 2.872 persones. Hi havia 1.292 famílies de les quals 444 eren unipersonals (152 homes vivint sols i 292 dones vivint soles), 408 parelles sense fills, 320 parelles amb fills i 120 famílies monoparentals amb fills.
La població ha evolucionat segons el següent gràfic:
Habitants censats

### Habitatges
El 2007 hi havia 1.457 habitatges, 1.319 eren l'habitatge principal de la família, 48 eren segones residències i 90 estaven desocupats. 1.205 eren cases i 241 eren apartaments. Dels 1.319 habitatges principals, 847 estaven ocupats pels seus propietaris, 453 estaven llogats i ocupats pels llogaters i 19 estaven cedits a títol gratuït; 37 tenien una cambra, 143 en tenien dues, 344 en tenien tres, 369 en tenien quatre i 426 en tenien cinc o més. 932 habitatges disposaven pel capbaix d'una plaça de pàrquing. A 640 habitatges hi havia un automòbil i a 419 n'hi havia dos o més.

### Piràmide de població
La piràmide de població per edats i sexe el 2009 era:
| Homes | Edats   | Dones |
| ----- | ------- | ----- |
| 0     | 95 o +  | 16    |
| 0     | 90 a 94 | 20    |
| 16    | 85 a 89 | 48    |
| 32    | 80 a 84 | 32    |
| 40    | 75 a 79 | 92    |
| 92    | 70 a 74 | 104   |
| 84    | 65 a 69 | 84    |
| 72    | 60 a 64 | 96    |
| 32    | 55 a 59 | 48    |
| 72    | 50 a 54 | 68    |
| 72    | 45 a 49 | 64    |
| 92    | 40 a 44 | 84    |
| 96    | 35 a 39 | 124   |
| 64    | 30 a 34 | 64    |
| 104   | 25 a 29 | 60    |
| 84    | 20 a 24 | 80    |
| 76    | 15 a 19 | 84    |
| 80    | 10 a 14 | 52    |
| 80    | 5 a 9   | 72    |
| 48    | 0 a 4   | 56    |

## Economia
El 2007 la població en edat de treballar era de 1.629 persones, 1.194 eren actives i 435 eren inactives. De les 1.194 persones actives 1.112 estaven ocupades (587 homes i 525 dones) i 82 estaven aturades (37 homes i 45 dones). De les 435 persones inactives 187 estaven jubilades, 131 estaven estudiant i 117 estaven classificades com a «altres inactius».

### Ingressos
El 2009 a Connerré hi havia 1.318 unitats fiscals que integraven 2.914 persones, la mediana anual d'ingressos fiscals per persona era de 16.685 €.

### Activitats econòmiques
Dels 128 establiments que hi havia el 2007, 9 eren d'empreses alimentàries, 6 d'empreses de fabricació d'altres productes industrials, 10 d'empreses de construcció, 24 d'empreses de comerç i reparació d'automòbils, 9 d'empreses de transport, 12 d'empreses d'hostatgeria i restauració, 2 d'empreses d'informació i comunicació, 13 d'empreses financeres, 7 d'empreses immobiliàries, 12 d'empreses de serveis, 14 d'entitats de l'administració pública i 10 d'empreses classificades com a «altres activitats de serveis».
Dels 36 establiments de servei als particulars que hi havia el 2009, 1 era una oficina d'administració d'Hisenda pública, 1 gendarmeria, 1 oficina de correu, 5 oficines bancàries, 3 tallers de reparació d'automòbils i de material agrícola, 1 taller d'inspecció tècnica de vehicles, 2 autoescoles, 1 paleta, 2 guixaires pintors, 2 fusteries, 1 lampisteria, 1 electricista, 4 perruqueries, 1 veterinari, 5 restaurants, 4 agències immobiliàries i 1 saló de bellesa.
Dels 19 establiments comercials que hi havia el 2009, 1 era un hipermercat, 1 un supermercat, 5 fleques, 3 carnisseries, 2 llibreries, 2 botigues de roba, 1 una sabateria, 2 botigues d'electrodomèstics, 1 un drogueria i 1 una floristeria.
L'any 2000 a Connerré hi havia 11 explotacions agrícoles que ocupaven un total de 305 hectàrees.

## Equipaments sanitaris i escolars
El 2009 hi havia 2 farmàcies i 1 ambulància.
El 2009 hi havia 1 escola maternal i 2 escoles elementals. Connerré disposava d'un col·legi d'educació secundària amb 654 alumnes.

## Poblacions més properes
El següent diagrama mostra les poblacions més properes.